# شریک‌آباد (کهنوج)
شریک‌آباد، روستایی در دهستان کوتک بخش مرکزی شهرستان کهنوج در استان کرمان ایران است.

## جمعیت
بر پایه سرشماری عمومی نفوس و مسکن در سال ۱۳۹۵، جمعیت این روستا برابر با ۳۲۹ نفر (۹۳ خانوار) بوده‌است.